# Stan Lee
Stan Lee, rodným jménem Stanley Martin Lieber, (28. prosince 1922 New York – 12. listopadu 2018 Los Angeles) byl americký komiksový scenárista, redaktor, herec, producent, vydavatel, televizní osobnost, prezident a předseda společnosti Marvel Comics.
Ve spolupráci s několika umělci, nejvíce s Jackem Kirbym a Stevem Ditkem, vytvořil příběhy známé po celém světě, které vycházely dříve v komiksové podobě, především tedy Spider-Man, X-Men, Iron Man, Fantastic Four, Avengers, Hulk, Thor, Daredevil, Doctor Strange a mnoho dalších. Lee následně svými komiksy přispěl k rozšíření společnosti Marvel Comics z malého vydavatelského domu ve velkou multimediální společnost.
Roku 1994 byl oficiálně uveden do Síně slávy komiksového průmyslu. Rovněž byl v roce 2011 o jeho životě natočen osmdesátiminutový dokumentární film With Great Power – The Stan Lee Story.

## Biografie

### Dětství
Narodil se 28. prosince 1922 jako Stanley Martin Lieber (až ve 40. letech si nechal změnit jméno na Stan Lee) na Manhattanu v New Yorku do emigrantské rodiny rumunských Židů Celie Solomonové a Jacka Liebera. Ačkoliv vyrůstal v židovské rodině, nikdy se nevyjádřil, zda je či není věřícím. Jeho rodina byla zasažena velkou hospodářskou krizí, i proto se museli přestěhovat do Washington Heights. V roce 1931 se mu narodil sourozenec, bratr Larry Lieber. Kvůli špatné finanční situaci se Lieberovi znovu přestěhovali, tentokrát do Bronxu. Stanley Lieber v dětství obdivoval filmy s Errolem Flynnem. V mládí studoval na DeWitt Clinton High School v Bronxu. Už od mládí se zajímal o psaní a snil o napsání románu, ovšem jako mladý pracoval pouze v různých příležitostných zaměstnáních, např. v centru výzkumu tuberkulózy, kde psal nekrology a lékařské zprávy. Vystudoval roku 1939 a přidal se k WPA Federal Theatre Project, který byl vytvořen na podporu divadel.

### Počátky kariéry (Timely Comics)
V roce 1939 díky svému strýci Robbie Solomonovi získal pozici asistenta v Timely Comics, divizi vydavatelství Timely, které vlastnil Martin Goodman, manžel Stanleyho Liebera sestřenice. Brzy byl tedy oficiálně najat redaktorem Joe Simonem. V květnu 1941 dostal příležitost poprvé pracovat na komiksu. V čísle Captain America Comics No. 3 vyplňoval textové bubliny. Právě tehdy začal používat pseudonym Stan Lee, který brzy proměnil ve své oficiální jméno. Téhož roku pomáhal vytvořit svou první vlastní postavu jménem Destroyer (Keen Marlow). Poté i postavy Jack Frost a Father Time. V roce 1941 také kvůli neshodám s Goodmanem odešli Simon a Kirby od Timely Comics, devatenáctiletý Lee tím byl dosazen do funkce redaktora.
Roku 1942 vstoupil do armády Spojených států amerických a sloužil u Signal corps, kde vytvářel tréninkové manuály, propagační materiály a slogany. Jeho služba skončila roku 1945. V prosinci 1947 se oženil s Joan Clayton Boocock. Rok po svatbě se přestěhovali na Long Island a v roce 1952 si koupili dům ve městě Hewlett Harbor, kde bydleli až do roku 1980. V roce 1950 se jim narodila dcera Joan Celia, v roce 1953 poté Jan, která však brzy po porodu zemřela. V 50. letech psal různě žánrové komiksy pro společnost Atlas Comics.

### Revoluce komiksu (Marvel Comics)
Na konci 50. let redaktor DC Comics Julius Schwartz oživil pojetí superhrdinského komiksu, který v 50. letech zažil hluboký propad zájmu. DC také v té době vytvořila první moderní superhrdinský tým Justice League of America (Liga spravedlnosti nebo také Liga spravedlivých). V reakci na tento počin Goodman najal Stana Lee, aby mu vytvořil také takový supertým. V té době chtěl Lee komiksový svět opustit, proto se nechal svou ženou přesvědčit, aby více experimentoval s postavami, jelikož již neměl co ztratit. Lee tedy předělal charakter postav. Do té doby byli superhrdinové tvořeni především pro děti, proto měli bezchybný charakter. Lee jim přidal více lidskosti a nedokonalosti. Superhrdinové tím získali špatné návyky, melancholii a celkově naturalistického ducha. V 60. letech tak vytvořil řadu dnes proslulých superhrdinů. Jako první vytvořil supertým Fantastic Four, který zaznamenal obrovský úspěch a Lee tím získal volnou ruku. Poté vytvořil superhrdiny, jakými jsou Spider-Man, X-Men, Iron Man, Avengers, Hulk, Thor, Daredevil či Doctor Strange. Všechny pak propletl v jedinečném fiktivním vesmíru Marvel. Příběhy byly vydávány pro starší mladistvé i dospělé. Lee také propracoval moderní vztah mezi autorem a fanoušky. V této době tedy psal většinu Marvel titulů, fungoval i jako redaktor a psal svůj sloupek Stan's Soapbox. Často se podepisoval i svým mottem „Excelsior!“.

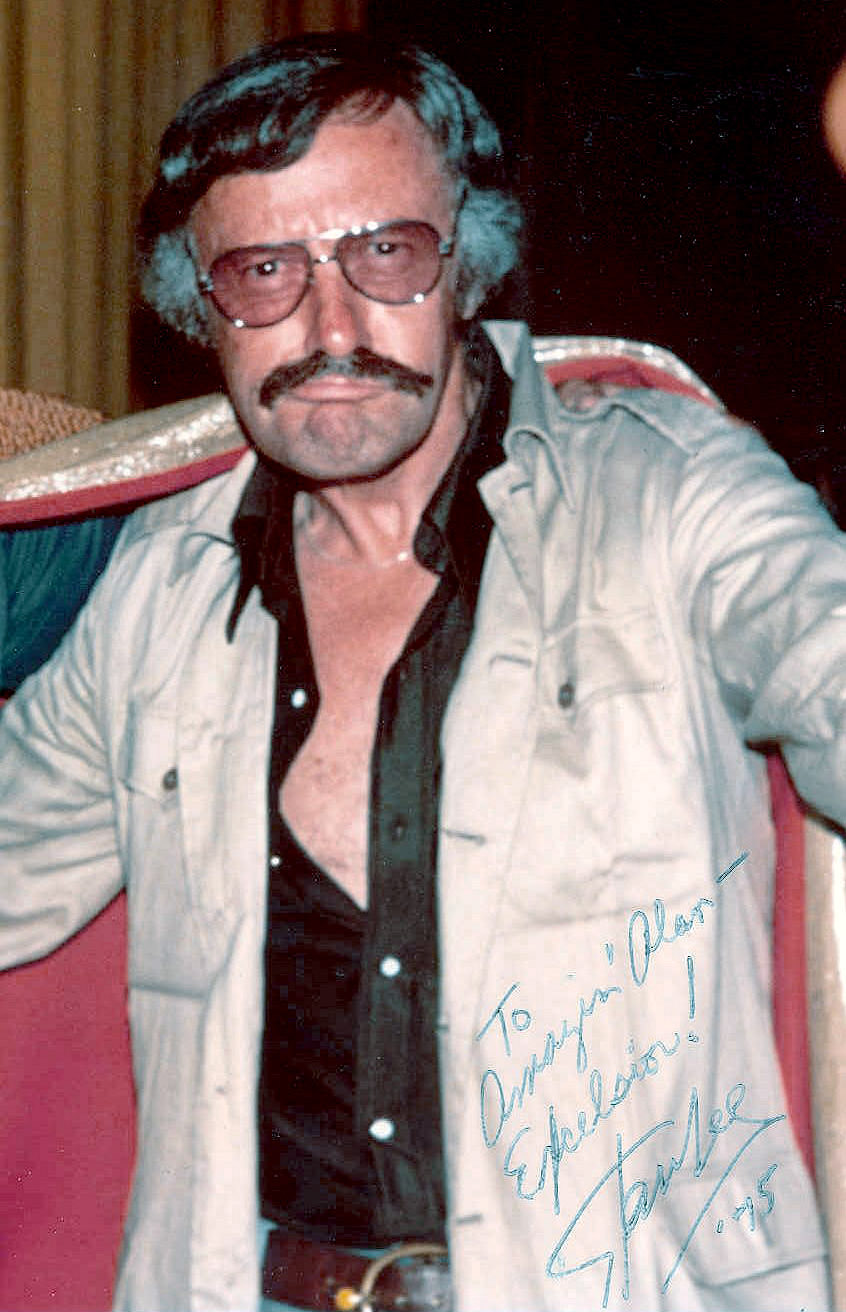
Stan Lee v roce 1973.

V 70. letech pomáhal zmodernizovat zkostnatělý Comics Code Authority, který cenzuroval komiksy. Tehdy byl ministerstvem zdravotnictví a školství pověřen, aby do komiksu začlenil výstrahu pro užívání drog (publikovat o drogách bylo původně CCA zakázáno). Lee tak učinil v roce 1971 v The Amazing Spider-Man #96–98. CCA zakázala komiks vydat, a to i přes jasný protidrogový kontext, ale Lee s podporou Goodmana komiks vydal, po skvělém prodeji čísel, byla CCA donucena k modernizaci svých zásad. Lee v 70. letech také využil komiksy k sociální kritice společnosti.

### Pozdější kariéra

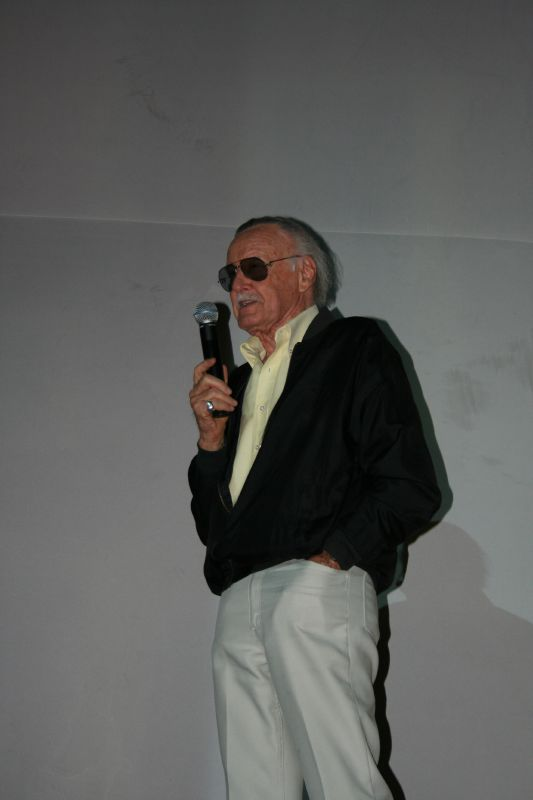
Stan Lee v roce 2006.

Později Lee zvolňoval svou práci na komiksech a stal se vysoce postavenou osobou u Marvel Comics, a také jejich mediální tváří. Roku 1981 odcestoval do Kalifornie, kde měl za úkol vytvořit filmovou divizi pro Marvel. Posléze se do Kalifornie přestěhoval a jako filmový producent založil svou tradici v cameo rolích ve filmech, které produkoval. V roce 1998 také pracoval na vytvoření internetového produkčního a marketingového centra Stan Lee Media. Jeho spolupracovník Peter Paul však manipuloval s akciemi a byl obžalován. Roku 2001 byl pro Stan Lee Media vyhlášen bankrot. Roku 2001 také založil POW Entertainment pro tvorbu seriálů a TV filmů. Tam například vytvořil animovaný seriál Stripperella pro stanici Spike TV.
Během prvních let 21. století poprvé spolupracoval s DC Comics, kde vytvořil sérii Just Imagine.... Roku 2007 se dočkal své vlastní akční figurky, a to od výrobce Marvel Legends. Po roce 2008 spoluvytvořil i několik mang. V roce 2010 založil nadaci Stan Lee Foundation, prostřednictvím které pomáhal podporovat literaturu, vzdělávání a umění. Roku 2011 napsal muzikál The Yin and Yang Battle of Tao. Od roku 2012 byl také aktivní na internetu v YouTube kanálu Stan Lee's World of Heroes.
Po roce 2000 také obnovil svou zálibu, že se téměř vždy objeví v cameo roli ve filmech vytvořených podle jeho komiksů se superhrdiny. Neuvěřitelný Hulk (člen bezpečnostní hlídky v biochemickém institutu, kde pracuje Bruce Banner), X-Men (muž u stánku na pláži), X-Men: Poslední vzdor (muž, který zalévá ve chvíli, kdy malá Jean Grey předvádí své schopnosti), Fantastická čtyřka: Silver Surfer (sám za sebe jako host na svatbě Susan Storm a Reeda Richardse), Iron Man (jako Hugh Hefner: host na večírku, kam se dostaví Tony Stark poté, co slyšel v televizi, že už je pár týdnů zavřený doma a prý trpí posttraumatickým syndromem), Spider-Man 2 (muž uhýbající troskám od Spidermana a Doc Oca), Thor (muž za volantem auta, snažící se vytáhnout Thorovo kladivo), Captain America: První Avenger (generál). Ve filmu Avengers se mihl jako muž v televizní anketě, kdy se ho ptali na superhrdiny v New Yorku. Ve filmu The Amazing Spider-Man si ve škole pouští do sluchátek hudbu, zatímco za ním bojuje Spider-Man s Lizardem. V pokračování The Amazing Spider-Man 2 si jistě (podle fotek z natáčení) střihne opět nějakou miniroličku. Ve filmu Iron Man 3 se objeví v roli porotce na soutěži krásy Miss a dává 10 bodů. V seriálu Hrdinové v první řadě v šestnáctém díle s názvem Něco nečekaného si zahrál řidiče autobusu, když Hiro opouští Anda. Zahrál si (sám sebe) i v jedné epizodě seriálu Teorie velkého třesku s názvem Kauza Excelsior. Dr. Sheldon Cooper od něho dostal soudní zákaz styku. V cameo roli se objevil i v seriálu Simpsonovi. Ve filmu Thor: Temný svět si zahrál malou roličku pacienta na psychiatrické klinice, kde „přednáší“ dr. Erik Selvig. Také si zahrál ve filmu Strážci Galaxie (Rocket ho zde nazval úchylem, co mluví s mladou ženou, když si Rocket hledá cíle a Groot pije z kašny). Dále si zahrál camea ve filmech Ant-Man (barman), X-Men: Apokalypsa (muž strachující se o svou ženu, poté co Apokalypse vypustil všechny jaderné zbraně), Captain America: Občanská válka a Deadpool. Nakonec ve filmu Doctor Strange hrál cestujícího v autobuse, do kterého narazil Strange. V Black Pantherovi poradil Everett Rossovi v podání Martina Freemana v kasinu. Ve filmu Thor: Ragnarok hrál šíleného holiče, který Thorovi udělal krátkou fazónu. Ve třetích Avengers s podtitulem Infinity War hrál řidiče autobusu, ve kterém jede Peter Parker, zrovna když v New Yorku přistane vesmírná loď. V Avengers: Endgame řídil auto v roce 1970, kam se přesunuli Captain America a Iron man aby získali Pymovy částice a Teseract zároveň.
Zemřel 12. listopadu 2018 ve věku 95 let na následky dlouhodobých zdravotních problémů.
Jeho oblíbenými spisovateli byli Stephen King, Karel May, H. G. Wells, Mark Twain, Arthur Conan Doyle, William Shakespeare, Charles Dickens a Harlan Ellison.